# Andrzej Ajnenkiel
Andrzej Ajnenkiel, né le 21 février 1931 à Varsovie et mort le 10 avril 2015, est un historien polonais, spécialisé dans l'histoire de la Pologne et de sa constitution.

## Biographie
Diplômé en droit de l'Université de Varsovie (1949-1954), il enseigne à l'Institut d'histoire de l'Académie polonaise des sciences à partir de 1979 et obtient le statut de professeur en 1991.